# Wagneriana taboga
Wagneriana taboga là một loài nhện trong họ Araneidae.
Loài này thuộc chi Wagneriana. Wagneriana taboga được Herbert Walter Levi miêu tả năm 1991.